# Brazylijska Biblioteka Narodowa
Biblioteca Nacional do Brasil (pol. Brazylijska Biblioteka Narodowa) jest instytucją chroniącą dziedzictwo dokumentalne i bibliograficzne Brazylii, znajduje się w Rio de Janeiro, przy placu Cinelândia.

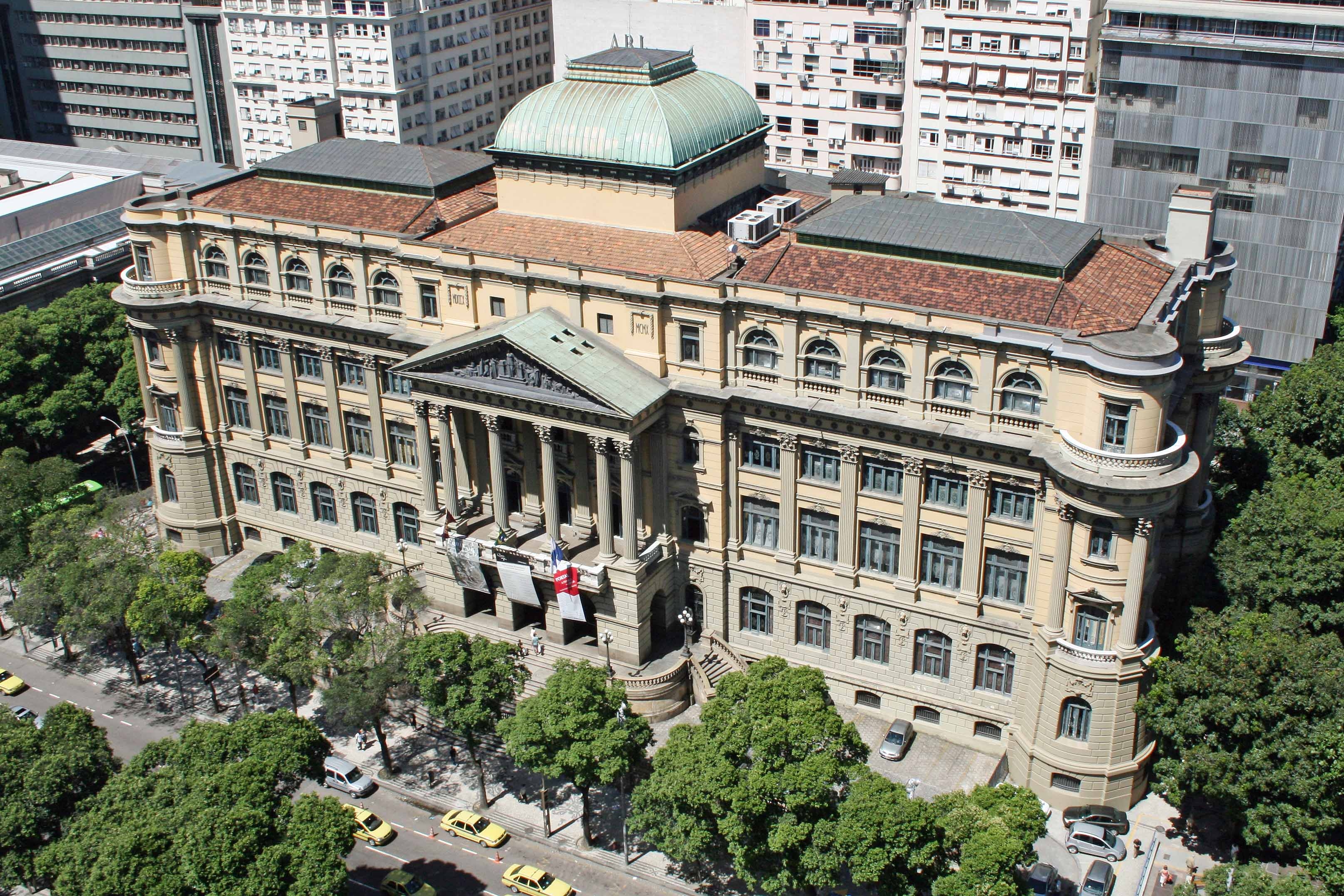
Brazylijska Biblioteka Narodowa w Rio de Janeiro

Jest największą biblioteką w Ameryce Łacińskiej i 7. co do wielkości na świecie, jej zbiory obejmują około 9 milionów pozycji. Jej pracownicy zmodernizowali usługi biblioteczne, w tym rozwinęli bazy danych oraz zorganizowali pierwsze szkolenia dla bibliotekarzy.

## Historia
Historia Biblioteki Narodowej rozpoczęła się 1 listopada 1755 r., kiedy Lizbona przeszła gwałtowne trzęsienie ziemi. Biblioteka Królewska była wówczas uważana za jedną z najważniejszych bibliotek w Europie. Ta katastrofa była impulsem do przeniesienia wielu pozycji do Brazylii, kolekcja została przeniesiona w trzech etapach: pierwszy odbył w 1810 roku, a kolejne w 1811. Biblioteka z 60 000 książek została początkowo umieszczona w zakonie Karmelitów (zgodnie z kartą z 27 lipca 1810 r.), znajdującego się w pobliżu Paço Imperial. Miejsce to jednak uznane za nieodpowiednie i mogące również zagrozić cennym zbiorom, dlatego 29 października 1810 roku (data przyporządkowana oficjalnemu założeniu Biblioteki Narodowej), książę Regent John (późniejszy król Jan VI Bragança) wydał dekret, który przewidywał ustanowienie królewskiej biblioteki z funduszy skarbu królewskiego.
W 1911 r. Manoel Cicero Peregrino da Silva założył krajowy katalog związków dla wszystkich bibliotek brazylijskich. Zorganizował pierwszy kurs nauk bibliotecznych w Ameryce Południowej. Wielu bibliotekarzy studiowało na uniwersytetach europejskich i północnoamerykańskich.

## Stan prawny
Dekret prezydencki nr 1825 z 1907 roku wprowadził obowiązek egzemplarzu obowiązkowego od wszystkich wydawców, jednak w 2004 r. dekret ten został zaktualizowany przez ustawę Kongresu nr. 10994.

## Zbiory
W zbiorach Biblioteki Narodowej Brazylii znajduje się kolekcja fotografii Teresy Burbon-Sycylijskiej, która zawiera 21 742 zdjęć z XIX wieku. Fotografie te zostały przekazane Bibliotece przez cesarza Pedro II w 1891 roku. Zbiór ten został wpisany na listę Pamięć Świata w 2003 roku w uznaniu jego światowego znaczenia i wyjątkowej wartości uniwersalnej. Zawiera obrazy związane z historią Brazylii i ludźmi z XIX wieku, w tym fotografie Moritza Lamberga, m.in. zdjęcia z Afryki, Ameryki Północnej i Europy.